# Иловик (Мали Лошињ)
Иловик је насељено место у саставу града Малог Лошиња у Приморско-горанској жупанији, Република Хрватска.

## Географија
Иловик се налази на истоименом острву Иловику.

## Историја
До територијалне реорганизације у Хрватској насеље се налазило у саставу старе општине Црес-Лошињ.

## Становништво
На попису становништва 2011. године, Иловик је имао 85 становника.